# Beke Antal (kanonok)
Baróthi Beke Antal (Barót, 1838. január 19. – Gyulafehérvár, 1913. május 19.) római-katolikus pap, kanonok, történetíró, Fogarasy Mihály erdélyi püspök titkára, az erdélyi püspöki szentszék jegyzője és ülnöke. Nevét Erdély és az erdélyi egyházmegye történetével foglalkozó munkái, illetve I. Rákóczi György erdélyi fejedelem levelezésének publikálása tette ismertté. 

## Élete
Székely nemesi családból származott. Gimnáziumi tanulmányait követően 1855-ben egyházi pályára lépett. A bécsi egyetemen, a Pázmáneum növendékeként hittudományi és bölcsész tanulmányokat folytatott. Diplomája megszerzését követően, 1859-ben Brassón segédlelkész lett, majd 1860-ban Törcsváron pappá szentelték. Féléves brassói szolgálat után Gyulafehérvárra került, ahol kinevezték a püspöki líceum tanulmányi felügyelőjévé, egyúttal kánonjogot és egyháztörténelmet is oktatott. Még ugyanebben az évben a papi szeminárium igazgatójává nevezték ki, majd 1868-ban a Batthyányi-könyvtár őrévé. 1872. május 1-jén az erdélyi székeskáptalan kanonokja címet kapta és Fogarasy Mihály püspök titkárává nevezte ki. Tudományos tevékenységének elismeréseként 1883. június 16-án a III. osztályú Vaskorona-rend lovagjává ütötték. 1913-ban hunyt el Gyulafehérváron.

## Munkáinak listája
- Az erdélyi székesegyház készlete. Magyar Sion Könyvkiadó, 1867.
- Az Erdély egyházmegyei papnövelde történeti vázlata. Károly-Fehérvár, 1870. Online
- Legjobb és legállandóbb a papi hivatal. Gyulafehérvár, 1870.
- Index manuscriptorum bibliothecae Batthyanianae dioecesis Transsylvaniensis. K.-Fehérvár, 1871. Online
- Irányeszmék a felekezeti és közös iskolák ügyében. Gyulafehérvár, 1871.
- Proverbia et axiomata. Gyulafehérvár, 1871.
- A nagyszebeni királyi katholikus Teréz-árvaház alapítványainak érvényessége és katholikus jellege. Gyulafehérvár, 1872.
- Elméleti és gyakorlati egyházi irálytan. Segédkönyv a lelkési hivatalok részére. Gyulafehérvár, 1872. Bővített kiadás: Budapest, 1890.
- Pázmány Péter, Lippay és Esterházy levelezése Rákóczi Györggyel. Budapest, 1882.
- Kimutatás a gyulafehérvári káptalan levéltára átadásáról. Budapest, 1884.
- Eszterházi Miklós nádor némely levelei. Budapest, 1885.
- I. Rákóczi György és a Porta. I-II. (Szerkesztve Barabás Samuval közösen) Budapest, 1888.
- Az erdélyi egyházmegye képe a 14. század elején, az 1332-1337. évi pápai tizedjegyzék világánál. I-III. Esztergom, 1894.
- Geleji Katona István levelei Rákóczihoz. Ifj. Geleji Istvánra vonatkozó adatok. In: Irodalomtörténeti Közlemények, 1894.
- Az erdélyi káptalan levéltára Gyulafehérvárt. Budapest, 1896.
- A kolozsmonostori konvent levéltára. Budapest, 1897.
- Időrendi adatok az Üdvözítőről. In: Hittudományi Folyóirat, 1906.